# Carl Edwards
Carl Michael Edwards II (Columbia, Missouri, 1979. augusztus 15. –) amerikai autóversenyző, a NASCAR Cup Series korábbi pilótája.
A Cup sorozatban 2004-ben mutatkozott be, egy évvel később lett állandó versenyző. Pályafutása nagy részét a Roush Fenway Racingnél töltötte, azonban a fordos istálló gyengülő teljesítménye miatt a 2014-es szezont követően a Toyotákat versenyeztető Joe Gibbs Racinghez szerződött. Két évet töltött ennél a csapatnál, majd 2017 januárjában, karrierje csúcspontján váratlanul visszavonult.
Bár Cup bajnokságot sohasem nyert, 28 futamgyőzelmével a 2000-es, 2010-es évek egyik meghatározó pilótájának számított. Kétszer ért el bajnoki második helyet, 2008-ban és 2011-ben, utóbbi évben pontegyenlőséggel végzett Tony Stewarttal, aki több győzelmének köszönhetően hódította el tőle a bajnoki serleget. Utolsó szezonjában, 2016-ban vezette a bajnokságot eldöntő homesteadi versenyt, azonban egy verseny végi ütközés miatt fel kellett adnia a küzdelmet. Bajnoki címet szerzett azonban a 2007-es Busch (ma Xfinity) Seriesben, már aktív Cup versenyzőként.
Edwards jellegzetes szokása volt, hogy minden győzelmét egy, az autója tetejéről bemutatott hátraszaltóval ünnepelte. A mutatvány angol nevéből (backflip) származik a beceneve is.